# Геняса (комуна, Олт)
Геняса (рум. Găneasa) — комуна у повіті Олт в Румунії. До складу комуни входять такі села (дані про населення за 2002 рік):
- Ізвору (826 осіб)
- Геняса (1591 особа)
- Гредіштя (288 осіб)
- Драновецу (1065 осіб)
- Олтішору (386 осіб)

Комуна розташована на відстані 144 км на захід від Бухареста, 7 км на захід від Слатіни, 38 км на схід від Крайови.

## Населення
За даними перепису населення 2002 року у комуні проживали 4156 осіб.
Національний склад населення комуни:
| Національність | Кількість осіб | Відсоток |
| -------------- | -------------- | -------- |
| румуни         | 4115           | 99,0%    |
| цигани         | 39             | 0,9%     |
| італійці       | 2              | < 0,1%   |

Рідною мовою назвали:
| Мова       | Кількість осіб | Відсоток |
| ---------- | -------------- | -------- |
| румунська  | 4154           | > 99,9%  |
| італійська | 2              | < 0,1%   |

Склад населення комуни за віросповіданням:
| Релігія       | Кількість осіб | Відсоток |
| ------------- | -------------- | -------- |
| православні   | 4139           | 99,6%    |
| адвентисти    | 10             | 0,2%     |
| бретрени      | 4              | 0,1%     |
| римо-католики | 2              | < 0,1%   |
| не релігійні  | 1              | < 0,1%   |

## Зовнішні посилання
- Дані про комуну Геняса на сайті Ghidul Primăriilor